# New Boston, Ohio
New Boston är en by (village) i Scioto County i Ohio, vid Ohiofloden. Vid 2010 års folkräkning hade New Boston 2 272 invånare.